# Serrada (capoeira)
Pour les articles homonymes, voir Serrada.
La serrada (en portugais : coup de scie) est une technique qui consiste à donner un coup de poing au corps à corps dans l'abdomen ou les côtes de l'adversaire.